# 28935 Kevincyr
28935 Kevincyr este un asteroid din centura principală de asteroizi.

## Descriere
28935 Kevincyr este un asteroid din centura principală de asteroizi. A fost descoperit pe 24 septembrie 2000 la Socorro, New Mexico, în cadrul proiectului LINEAR. Asteroidul prezintă o orbită caracterizată de o semiaxă mare de 2,32 ua, o excentricitate de 0,11 și o înclinație de 4,5° în raport cu ecliptica.